# XPb (Inschrift)

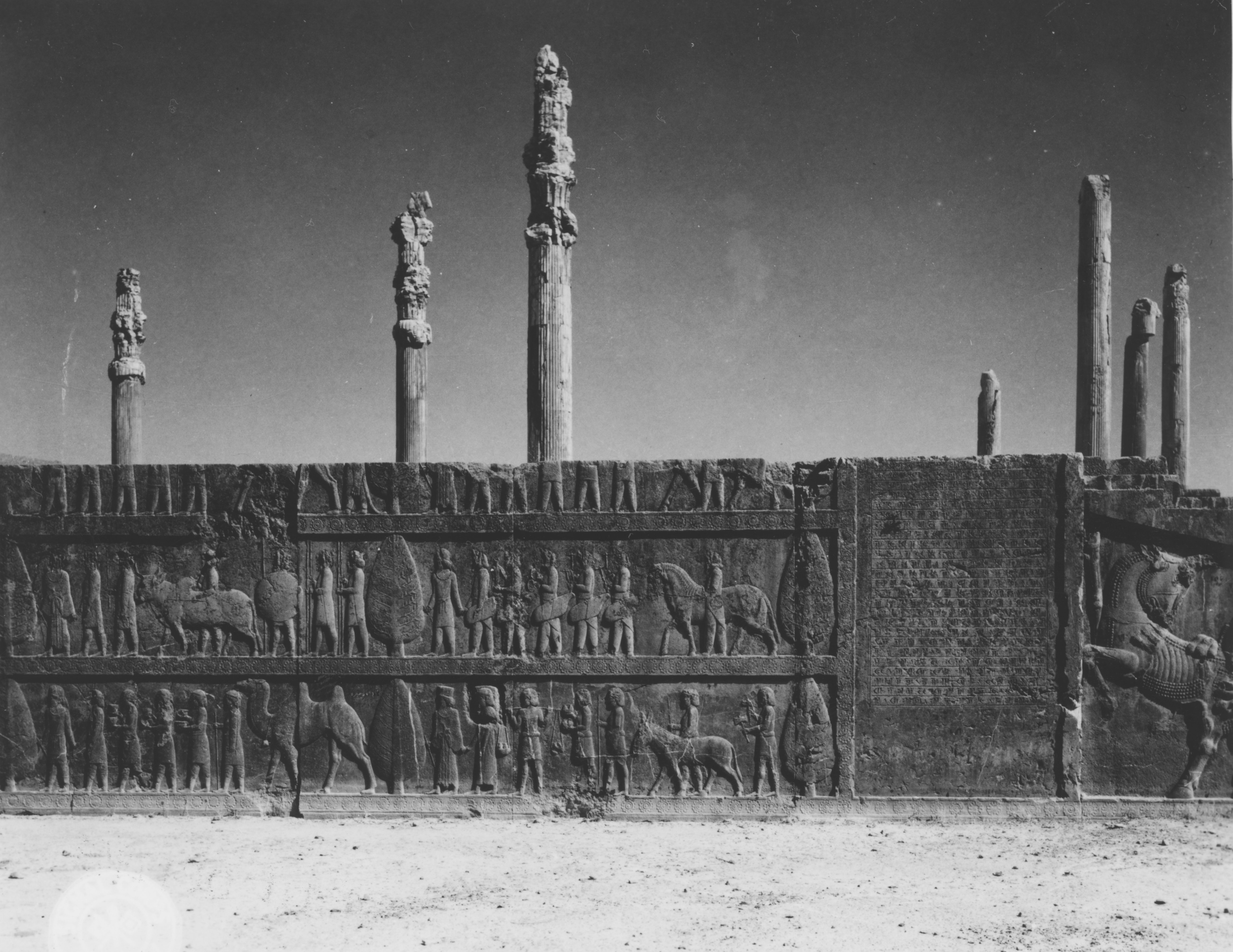
Die altpersische Sprachversion von XPb^{a} mit den verbliebenen 25 Zeilen am westlichen Innenflügel der Nordtreppe zum Apadana. Die obersten Zeilen fehlen und befinden sich in Bruchstücken im British Museum

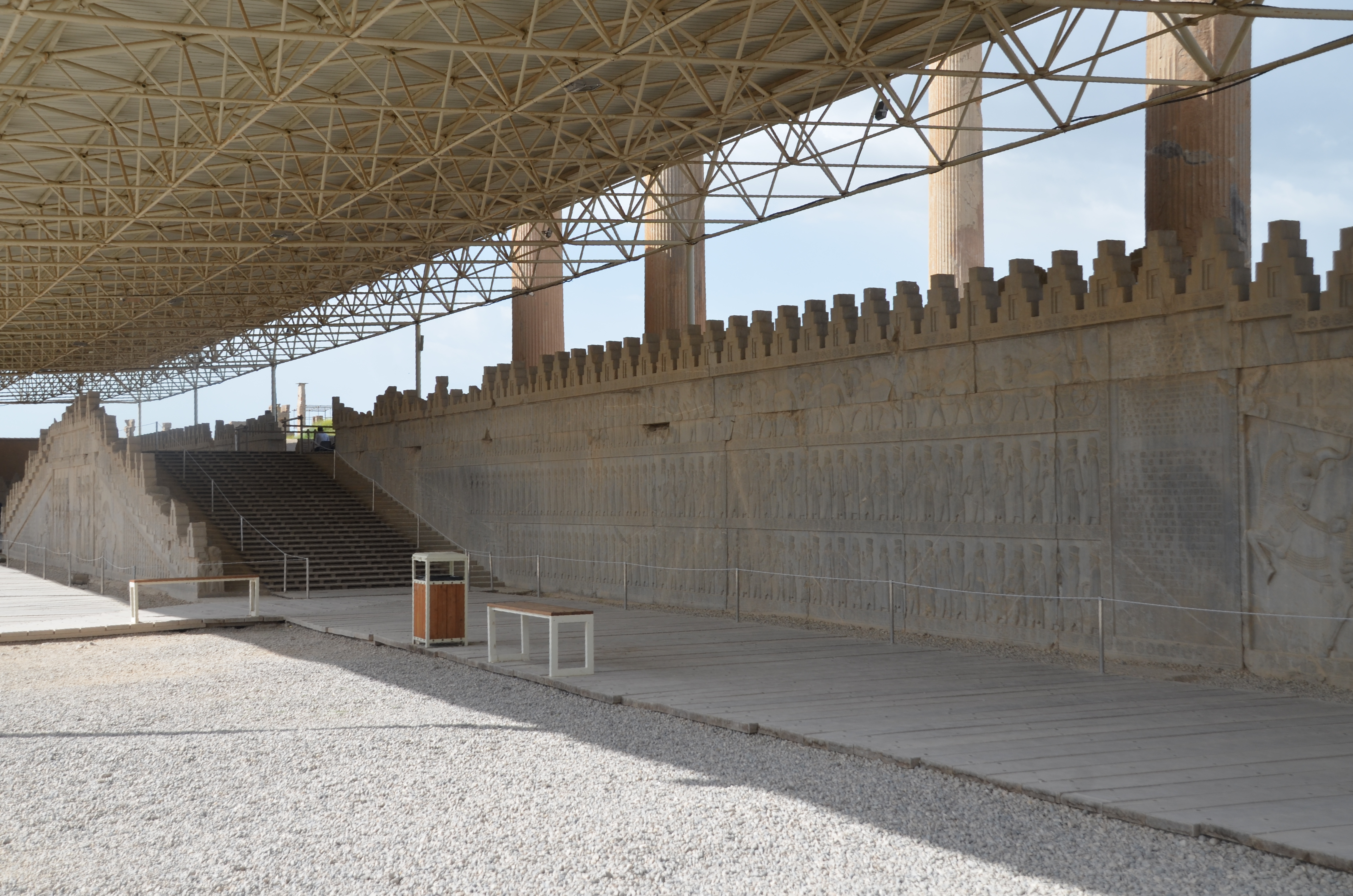
Der südliche innere Flügel der Osttreppe zum Apadana mit der elamischen und babylonischen Sprachversion von XPb^{b}

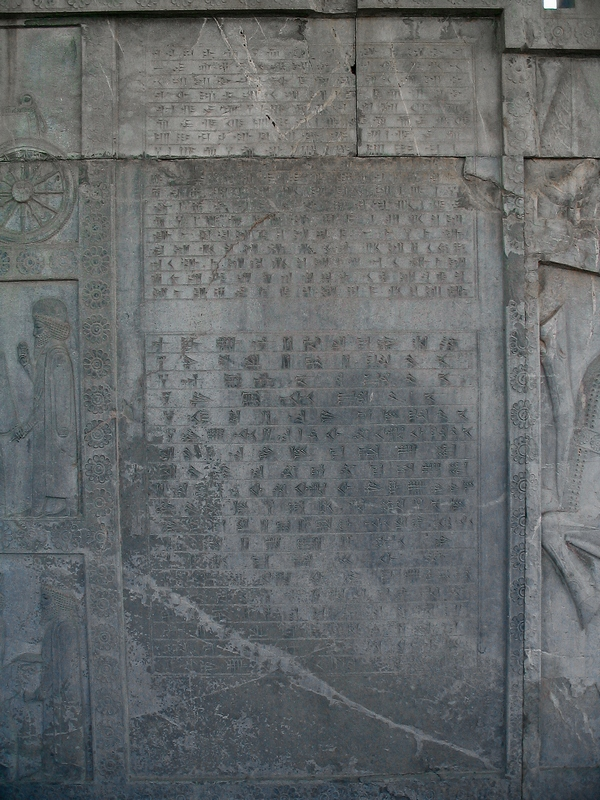
Elamische (oben) und babylonische (unten) Sprachversionen von XPb^{b} am südlichen inneren Flügel der Osttreppe zum Apadana

XPb ist die Bezeichnung einer Inschrift von Xerxes I. (X). Sie wurde in Persepolis (P) entdeckt und von der Wissenschaft mit einem Index (b) versehen. Die Inschrift liegt in altpersischer, elamischer und babylonischer Sprache vor. Die Inschrift ist in zweifacher Ausführung überliefert. Jede Ausführung wird von der Wissenschaft mit einem zusätzlichen Index identifiziert.

## Inhalt
„§1. Der große Gott (ist) Ahuramazda, der diese Erde erschaffen hat, der jenen Himmel erschaffen hat, der den Menschen erschaffen hat, der das Glück erschaffen hat für den Menschen, der Xerxes (zum) König gemacht hat, den einen (zum) König über viele, den einen (zum) Gebieter über viele.
§2. Ich (bin) Xerxes, der große König, König der Könige, König der Länder mit vielen Stämmen, König auf dieser großen Erde auch weithin, des Dareios, des Königs, Sohn, ein Achaimenide.
§3. Es kündet Xerxes, der große König: Was von mir hier geschaffen (worden ist) und was von mir weiter weg (anderenorts) geschaffen (worden ist), das alles habe ich nach dem Willen Ahuramazdas geschaffen. Mich soll Ahuramazda schützen zusammen mit den Göttern und mein Reich und, was von mir geschaffen (worden ist).“

## Beschreibung
Die Inschrift XPb ist in zwei Ausführungen überliefert. XPba befindet sich am westlichen Innenflügel der Nordtreppe des Apadana und enthält nur eine altpersische Sprachversion. Von den ursprünglich 30 Zeilen sind die obersten viereinhalb Zeilen  abgeschlagen worden. Zwei Bruchstücke wurden 1825 von Gore Ouseley dem British Museum übergeben und befinden sich unter den Inventarnummern BM 118840 und BM 118841 im Museum. Die verbliebenen 25 Zeilen von XPba befinden sich in situ (am Ursprungsort).
Die zweite Ausführung, XPbb, befindet sich am südlichen inneren Flügel der Osttreppe des Apadana und ist dreisprachig. Die altpersische Sprachversion umfasst 30 Zeilen, die elamische 18 und die babylonische Version 19 Zeilen. Die Inschrift wurde 1938 durch Ernst Herzfeld veröffentlicht. Die Inschrift befindet sich in situ.

## Rezeption
Die Inhalte der altpersischen und elamischen Sprachversion von XPb sind identisch. Die babylonische Version dagegen unterscheidet sich an einer Stelle. Dort, wo die beiden erstgenannten als Handlung erzählen, „Was von mir hier geschaffen (worden ist) und was von mir weiter weg (anderenorts) geschaffen (worden ist), das alles habe ich nach dem Willen Ahuramazdas geschaffen“, sagt die babylonische Version: „Nach dem Willen Ahuramazdas habe ich diesen Palast errichtet.“
Für die Inschrift XPd gilt genau das Gegenteil. Der Inhalt der Handlung der altpersischen und elamischen Sprachversion von XPb sagt: „Nach dem Willen Ahuramazdas habe ich diesen Palast errichtet.“ Die babylonische Version von XPd lautet dagegen: „Was von mir hier geschaffen (worden ist) und was von mir weiter weg (anderenorts) geschaffen (worden ist), das alles habe ich nach dem Willen Ahuramazdas geschaffen.“
Es ist offensichtlich, dass bei der Erstellung der babylonischen Inschrift von XPb und XPd eine Verwechslung stattgefunden hat. Eine Interpretation vermutet, dass die Komposition und die Gravur der Texte in zwei Arbeitsschritten erfolgt sind. Es sei denkbar, dass die Steinmetze in Persepolis die babylonische Schrift nicht lesen konnten und die Verwechslung deshalb möglich wurde.
Die Steinmetze von Persepolis mussten sich bei der Anfertigung der drei Sprachversionen mit den Eigenheiten der jeweiligen Sprache auseinandersetzen. Wenn der altpersische, elamische und babylonische Inhalt übereinstimmte, war die altpersische Version die längste Inschrift, da die Sprache wenige Logogramme verwendet und eine Mischung von Silben- und Alphabetschrift ist. Die elamischen und babylonischen Sprachversionen waren Silbenschriften mit Logogrammen, wobei der elamische Inhalt mehr Zeichen benötigte als die babylonische und deshalb länger war als diese. Um eine Symmetrie der drei Sprachversionen zu erreichen, wirkten die Steinmetze auf die Höhen und Breiten der Keilschriftzeichen ein. Bei einer vertikalen Anordnung der drei Sprachversionen mussten sie auf die gleiche Breite achten und bei einer horizontalen Anordnung auf die gleiche Höhe. Bei der Inschrift XPdb stießen sie auf das Problem, das jeder Sprachversion eine gleich große Fläche bei den Treppenanlagen zum Palast von Xerxes I. zugeordnet worden war und die babylonische Sprachversion markant weniger Raum beanspruchte. Die bewährten Mittel, um eine Symmetrie zu erreichen, konnten sie deshalb nicht anwenden. Die Verwechslung der babylonischen Sprachversion von XPb und XPd sei deshalb nicht Fahrlässigkeit oder ein Fehler der Steinmetze gewesen, so eine zweite Interpretation, sondern ein bewusster Entscheid, um eine Symmetrie der Inschriften zu erreichen.